# Giacomo Marramao
Giacomo Marramao (Catanzaro, 18 de outubro de 1946) é um filósofo italiano, Professor de Filosofia Política na Universidade de Roma III, diretor da Fundação Lelio Basso e membro do Colégio Internacional de Filosofia em Paris.
Seus estudos se iniciaram com o marxismo e atualmente versam sobre questões políticas, culturais e simbólicas da globalização.

## Biografia
Estudante de Eugene Garin, em 1969 graduou-se em Filosofia na universidade de Florença. Entre 1971 e 1975 continuou seus estudos na Universidade de Frankfurt am Main, sobre as várias tradições do marxismo italiano e europeu. Entre 1976 e 1995 lecionou Filosofia política e história das doutrinas políticas no Instituto Universitário Oriental de Nápoles.

## Obras

### Livros
1. Marxismo e revisionismo na Itália, 1971
2. Austromarxismo, 1977
3. O político e as transformações, 1979
4. Poder e secularização: as categorias do tempo, 1983
5. Depois do Leviatã, 1995
6. A Ordem desencantada, 1985, com Max Weber
7. Minima temporalia, 1990
8. Kairos: apologia do tempo devido, 1992
9. Céu e Terra, 1996
10. Fragmento e sistema: O conflito-mundo de Sarajevo a Manhattan, 2003
11. Passagem ao Ocidente: Filosofia e Globalização, 2003